# Parateleopus microstomus
Genre
Espèce
Parateleopus microstomus est une espèce de poissons Ateleopodiformes du Pacifique vivant à proximité de l'Indonésie. C'est la seule espèce de son genre Parateleopus (monotypique).

## Référence
- Radcliffe, 1912 : Descriptions of a new family, two new genera, and twenty-nine new species of anacanthine fishes from the Philippine Islands and contiguous waters. (Scientific results of the Philippine cruise of the Fisheries steamer "Albatross," 1907-1910. n° 21). Proceedings of the United States National Museum 43-1924 pp 105-140.